# Mathias Sommerhielm
Mathias Otto Leth Sommerhielm, né le 22 août 1764 et mort le 15 novembre 1827, est un homme politique danois qui est le deuxième Premier ministre à Stockholm.  

## Biographie
Mathias Otto Leth Leth Sommerhielm naît dans le port maritime de  Kolding, dans le sud du Danemark. Il est diplômé en latin et en droit en 1785 de l'Université de Copenhague. Il déménage ensuite à Christiania où il est nommé procureur en 1789. En 1801, Sommerhielm devient directeur général du parquet et en 1807, membre de la Cour criminelle supérieure
Après la perte de la Norvège par le Danemark au profit de la Suède, il assiste à la réunion des notables à Eidsvoll le 16 février 1814. Il est premier ministre de 1815 à 1822, poste assigné au ministre le plus en vue du Cabinet à l'époque. En 1822, Sommerhielm est nommé Premier ministre de la Norvège, à la suite de la démission de Peder Anker pour cause de maladie.  Sommerhielm devient le deuxième Premier ministre de Norvège, un bureau situé à Stockholm. Il occupe ce poste jusqu'en 1827, date à laquelle le siège est libéré. Il meurt à Stockholm plus tard dans l'année

## Récompense
Sommerhielm reçoit l'Ordre du Dannebrog (Dannebrogordenen), l'Ordre de l'étoile polaire ( Nordstjerneorden ) et la Médaille Seraphim ( Serafimerordenen ). 